# Woody Woodpecker Racing
Woody Woodpecker Racing est un jeu vidéo de course développé par Syrox Developments et édité par Konami, sorti en 2000 sur Windows, PlayStation et Game Boy Color.